# Моноліт (фільм, 2022)
«Моноліт» (Monolith) — австралійський науково-фантастичний трилер 2022 року, знятий режисером Меттом Веселі за сценарієм Люсі Кемпбелл і продюсування Беттіни Гамільтон. Прем'єра відбулася в жовтні 2022 року на кінофестивалі в Аделаїді.

## Про фільм
Незалежна журналістка проводить подкаст-розслідування. Вона відкриває дивний артефакт, змову інопланетян і брехню щодо її власної історії.
Вона отримує анонімний лист із спрямуванням на потенційну історію про якусь чорну цеглу, що змінює життя своїх власників. Після розслідувань дівчина випускає перший епізод, який раптово стає популярним. Виявляється, люди з різних куточків світу стикалися із цими загадковими предметами.

## Знімались
| Актор             | Роль        |
| ----------------- | ----------- |
| Лілі Салліван     | журналістка |
| Лін Купер Тан     | Флораме     |
| Ерік Томсон       | Батько      |
| Теренс Кроуфорд   | Клаус       |
| Кейт Бокс         | Лаура       |
| Деймон Герріман   | Джарад      |
| Ребекка Саммертон | Мама        |